# Holthusen
Holthusen ist eine Gemeinde im Landkreis Ludwigslust-Parchim in Mecklenburg-Vorpommern (Deutschland). Sie wird vom Amt Stralendorf mit Sitz in der Gemeinde Stralendorf verwaltet.

## Geografie
Holthusen liegt etwa sieben Kilometer südlich der Landeshauptstadt Schwerin.
Zur Gemeinde gehören die Ortsteile Holthusen, Lehmkuhlen, Bahnhof Holthusen und Buchholz.
Umgeben wird Holthusen von den Nachbargemeinden Pampow und Schwerin im Norden, Lübesse im Osten, Sülstorf im Südosten, Alt Zachun im Süden, Bandenitz im Südwesten sowie Warsow im Westen.

## Geschichte
Die erste urkundliche Erwähnung Holthusens geht auf das Jahr 1248 zurück. In einer Karte der Grafschaft Schwerin um 1250 ist der Ort südlich von Schwerin verzeichnet. Im Dreißigjährigen Krieg wurde das Dorf größtenteils verwüstet. 1868 vereinten sich die Orte Buchholz und Holthusen zu einer Gemeinde. In der gesamten Geschichte waren die vier Ortsteile vor allem durch die Landwirtschaft geprägt.
Am 1. Januar 1951 wurde die bisher eigenständige Gemeinde Lehmkuhlen eingegliedert.
Nach 1990 führte vor allem die Stadtflucht von Schwerinern ins Umland zu einer Erhöhung der Einwohnerzahlen. Bundesweit bekannt wurde der Ort in den 1990er Jahren, als die (inzwischen eingestellten) Pläne der Transrapid-Verbindung Hamburg-Berlin in Holthusen den einzigen Zwischenhalt für Schwerin vorsahen.
Der Name des Ortsteils Lehmkuhlen geht auf die Lehmvorkommen und dessen Abbau zurück, Reste der Lehmkuhle sind noch heute zu sehen.

## Politik

### Gemeindevertretung
Die 2019 gewählte Gemeindevertretung setzt sich wie folgt zusammen:
- CDU: 4 Sitze
- Die Linke: 1 Sitz
- Allianz Bauern und ländlicher Raum: 1 Sitz
- Einzelbewerberin Brasch
- Einzelbewerber Groth

Die am 9. Juni 2024 gewählte Gemeindevertretung setzt sich wie folgt zusammen (vorläufiges Ergebnis):
- CDU: 5 Sitze
- Die Linke: 1 Sitz
- Allianz Bauern und ländlicher raum: 2 Sitze

Die Wahlbeteiligung lag bei 70,65 %. (804 Wahlberechtigte, 568 Wähler/-innen, 2 ungültige Stimmen).

### Wappen
| Wappen von Holthusen | Blasonierung: „Gespalten; vorn in Gold ein roter Äbtissinnenstab; hinten in Blau drei goldene Lindenblätter mit Früchten pfahlweise.“ |
| Wappen von Holthusen | Wappenbegründung: In dem Wappen wird mit dem Äbtissinnenstab Bezug genommen auf die Ersterwähnung des Dorfes Holthusen im Zusammenhang mit der Ausstattung eines neu gegründeten und 1251 bei Zarrentin angesiedelten Nonnenklosters. Zugleich soll mit dem Stab der dreihundertjährigen Zugehörigkeit von Teilen des Dorfes zu dem Kloster gedacht werden. Die Lindenblätter stehen zum einen für die das Bild der Gemeinde prägende Baumart, zum anderen sollen sie das Zusammenwachsen der drei Ortsteile symbolisieren. Während mit der goldenen und roten Tingierung des vorderen Feldes an die Zugehörigkeit von Holthusen, Lehmkuhlen und der Waldung Buchholz zur einstigen Grafschaft Schwerin erinnert werden soll, verweist die Tingierung des Wappens in Blau, Gold und Rot auf die Zugehörigkeit der Gemeinde zum Landesteil Mecklenburg. Das Wappen und die Flagge wurde von dem Warsower Horst Schmedemann gestaltet. Es wurde zusammen mit der Flagge am 29. April 2005 durch das Ministerium des Innern genehmigt und unter der Nr. 297 der Wappenrolle des Landes Mecklenburg-Vorpommern registriert. |

### Flagge

Flagge der Gemeinde Holthusen

Die Flagge ist gleichmäßig und quer zur Längsachse des Flaggentuchs von Gelb und Blau gestreift. Jeder Streifen ist jeweils in der Mitte mit einer Figur des Gemeindewappens belegt: der gelbe Streifen mit einem roten Äbtissinnenstab, der blaue Streifen mit drei gelben Lindenblättern nebst Früchten pfahlweise. Jede Figur nimmt sieben Achtel der Höhe des Flaggentuchs ein. Die Höhe des Flaggentuchs verhält sich zur Länge wie 2:3.

### Dienstsiegel
Das Dienstsiegel zeigt das Gemeindewappen mit der Umschrift „GEMEINDE HOLTHUSEN“.

## Wirtschaft und Infrastruktur
In den 1990er Jahren entstanden zwei Gewerbegebiete mit jeweils etwa sechs Hektar Fläche. Planungen für ein drittes Gewerbegebiet sind abgeschlossen. Insgesamt haben über 50 Betriebe aus dem Handels-, Transport- und Entsorgungsbereich sowie aus dem produzierenden Gewerbe sich hier niedergelassen.

## Verkehrsanbindung
Die Bundesstraße 321 führt zwei Kilometer westlich an Holthusen vorbei, die Bundesautobahn 24 erreicht man in neun Kilometern über den Anschluss Hagenow.
Durch den bebauten Kernort verläuft die Bahnstrecke Hagenow Land–Schwerin, östlich führt die Bahnstrecke Ludwigslust–Schwerin vorbei. Beide Strecken vereinen sich nördlich des Ortes Holthusen, im Ortsteil Holthusen Bahnhof, wo sich der Bahnhof befindet. Hier ereignete sich am 31. Dezember 1992 der Eisenbahnunfall von Holthusen.

## Sehenswürdigkeiten
Die Baudenkmale der Gemeinde sind in der Liste der Baudenkmale in Holthusen aufgeführt.

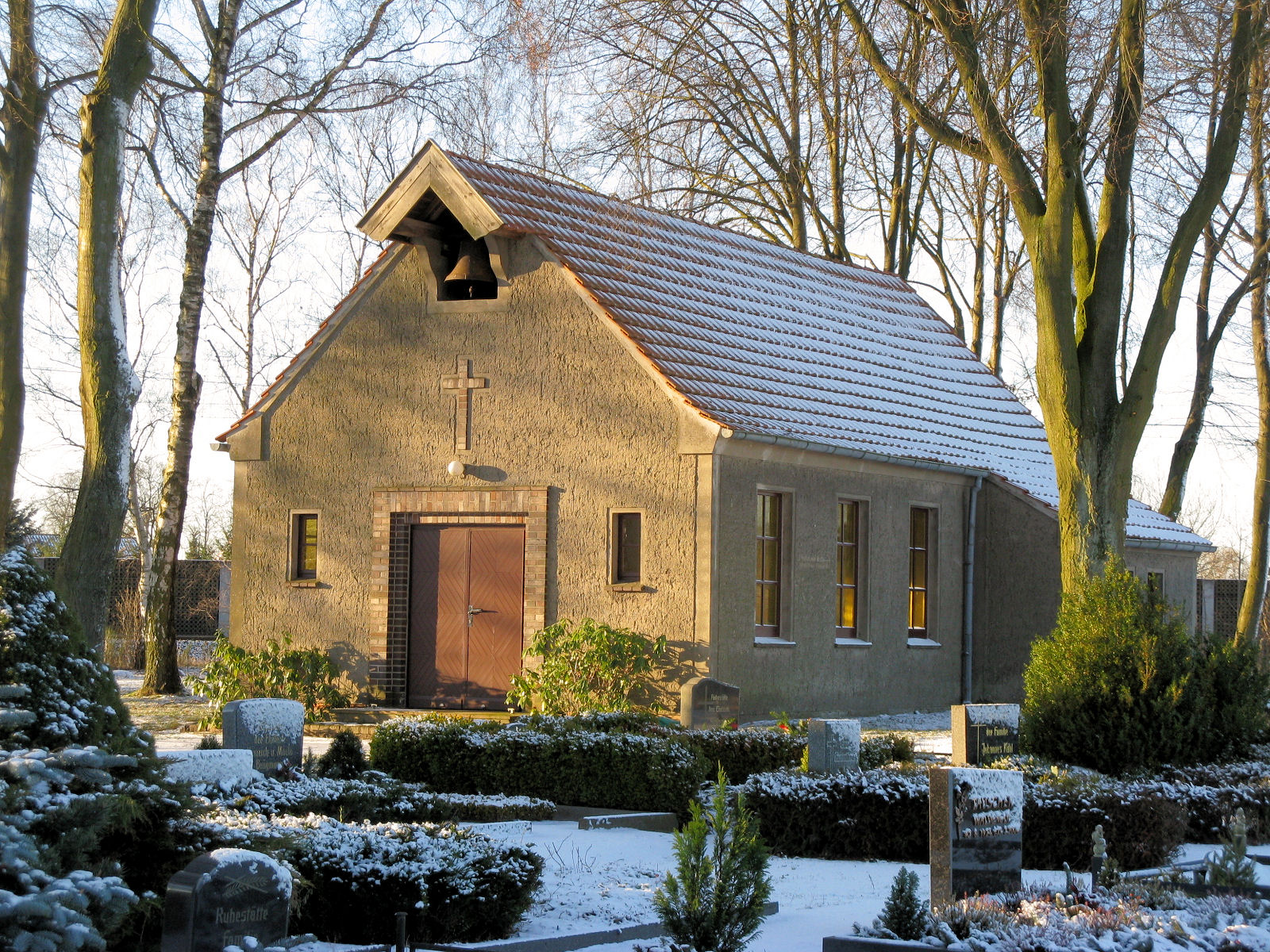
Kapelle in Holthusen
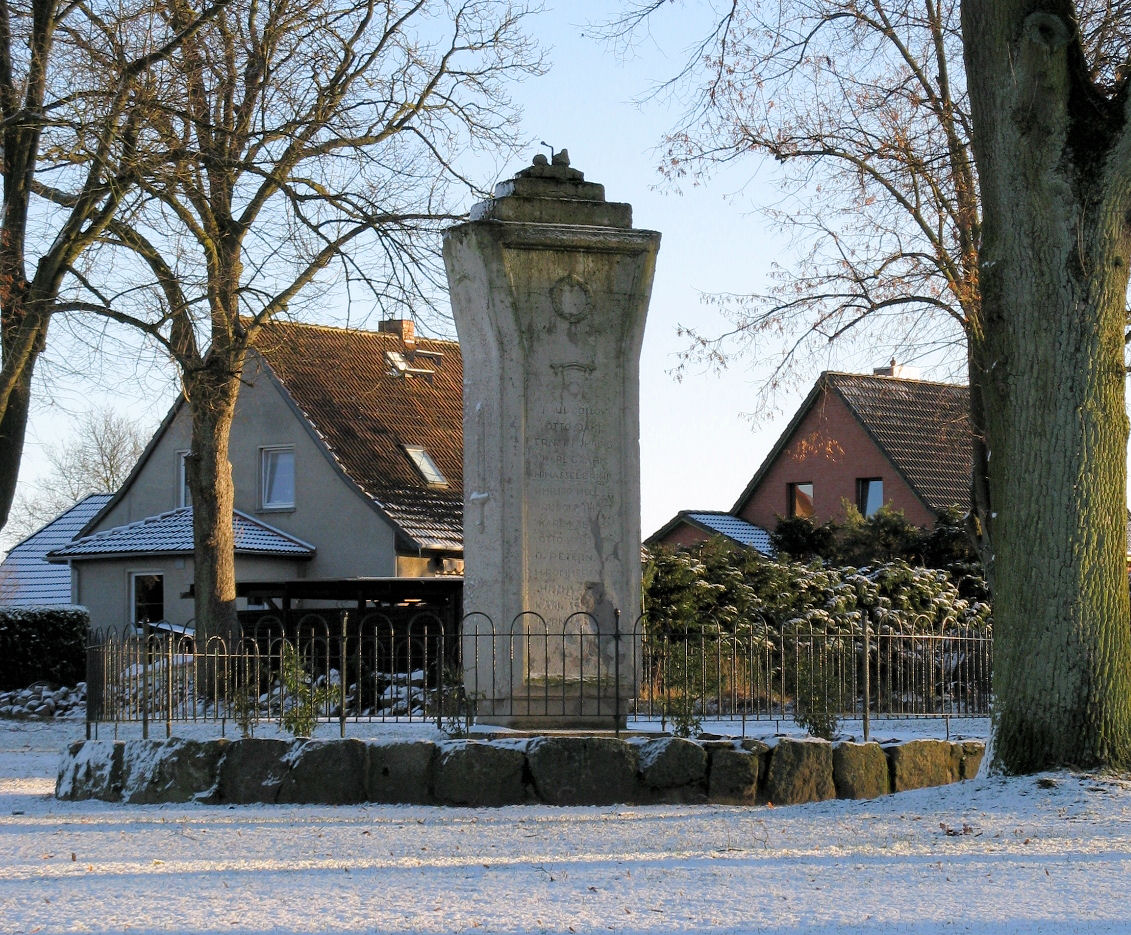
Kriegerdenkmal in Holthusen
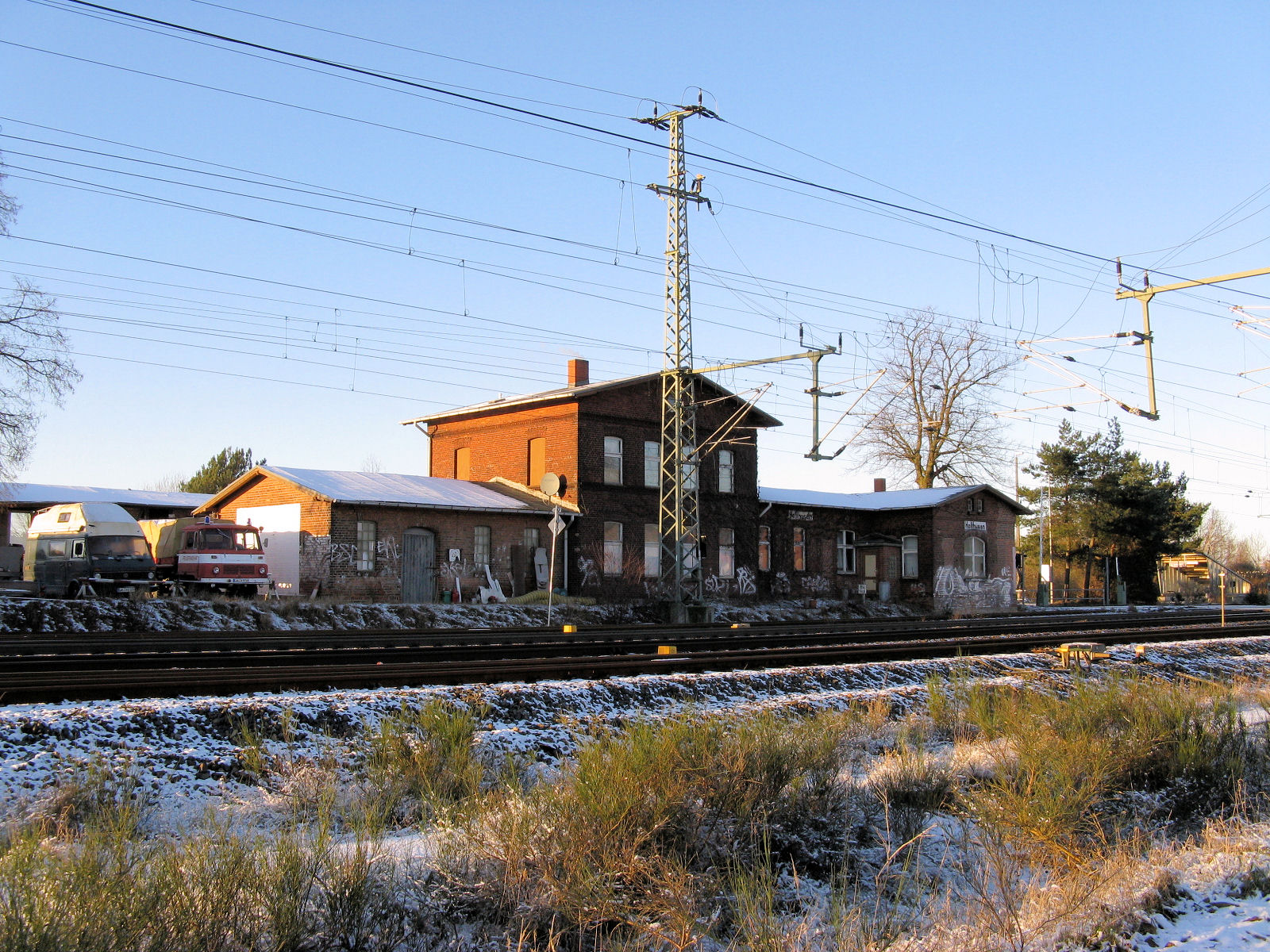
Ehemaliges Empfangsgebäude des Bahnhofs Holthusen